# Tlacuilolxochtzin
Tlacuilolxochtzin (náhuatl: [tɬakʷilolʃotʃtsin]) fue una noble azteca de muy noble linaje, Señora de Ecatepec y hermana de la reina Tlapalizquixochtzin.

## Familia
Era princesa, hija del tlatoani Matlaccoatzin y, por tanto, nieta del tlatoani Chimalpilli I.
Tlacuilolxochtzin era pariente de varios emperadores aztecas y se casó con el príncipe Tezozómoctli Acolnahuacatl de Tenochtitlan.
Sus hijos fueron tlatoani Diego de Alvarado Huanitzin (primer gobernador de Tenochtitlan), y un señor que fue a España.